# 小行星89959
小行星89959(2002 NT7)是一顆近地小行星。

## 概述
小行星89959是由美國麻省理工的林肯近地小行星研究小組（LINEAR）於2002年7月發現的，該小組最初說此物體有機會於2019年2月與地球碰撞，構成危險。後來經過更仔細的觀察，於一個月後排除此說法，但對地球的威脅依然存在。